# Fredrik Gustafson
Fredrik Gustafson (5 giugno 1977) è un ex calciatore svedese, di ruolo centrocampista.

## Carriera

### Club
Gustafson vestì le maglie di Öster e Halmstad. Passò poi ai norvegesi del Molde, per cui esordì nella Tippeligaen il 20 luglio 2002, sostituendo Bjarni Thorsteinsson nel pareggio a reti inviolate contro l'Odd Grenland. Il 31 agosto 2003 arrivò la prima rete, nel successo per 3-2 contro il Bryne. Nel 2004 tornò all'Öster.